# جون وودز (سياسي أمريكي)
جون وودز (بالإنجليزية: John Woods)‏ هو محامي وسياسي أمريكي، ولد في 1761، وتوفي في 16 ديسمبر 1816. انتخب عضو مجلس ولاية بنسيلفانيا وانتخب عضو مجلس النواب الأمريكي.